# La Légion saute sur Kolwezi
La Légion saute sur Kolwezi (Französisch: Die Legion springt über Kolwezi ab) ist ein französischer Kriegsfilm von Raoul Coutard von 1980. Er thematisiert aus französischer bzw. belgischer Perspektive die Schlacht um Kolwezi während der Zweiten Shaba-Invasion im Mai 1978 in Zaire. Literarische Vorlage war das gleichnamige Werk von Pierre Sergent (1926–1992). Der angloamerikanische Synchrontitel ist Operation Leopard. Soweit bekannt, wurde der Film in Deutschland weder aufgeführt noch als VHS vermarktet.

## Handlung
Mai 1978, Kolwezi, Provinz Shaba, Zaire. Pierre Delbart, ein ehemaliger französischer Unteroffizier, arbeitet in einer Kupfermine, hat aber die Absicht, mit seiner eingeborenen Ehefrau Élodie und dem gemeinsamen Kind nach Frankreich zurückzukehren. Seine Ablösung, der wesentlich jüngere Phillipe Denrémont, ist bereits aus Frankreich eingetroffen.
Pierre lädt Phillipe zu einer Feier zu sich nach Hause ein. Dort lernt Phillipe Angélique, Pierres Schwägerin bzw. Élodies jüngere Schwester, kennen. Die beiden sind sich sympathisch. Als er sie von der Feier zu ihrem Haus fährt, begegnen sie einer Streife der zairischen Armee. Angélique rät Phillipe, den Soldaten ein Geldgeschenk zu machen. Er ist etwas verwundert, doch befolgt den Rat. Der Patrouillenführer bedankt sich für das „Geschenk“.
Aus Angola und Sambia fallen die katangesischen „Tiger“ in Shaba ein, um das ehemalige Katanga von Zaire abzutrennen und als eigenen Staat zu etablieren. Es kommt zu Straßenkämpfen zwischen den Katangesen mit der schwachen zairischen Armee. Die „Tiger“ durchsuchen die Häuser nach Waffen und weißen Söldnern. Während Pierre seine Familie im Haus zu schützen versucht, wird Philippe in seinem Hotel zusammen mit anderen Europäern und Amerikanern gefangen genommen. Im Durcheinander der Hotelräumung gelingt ihm die Flucht aus dem Gebäude. Annie, die ebenfalls als Gast auf Pierres Feier war, flieht mit dem Arzt Bia Kombo und ihrem Sohn vor den „Tigern“. Die drei verstecken sich in einem Lüftungsschacht, wobei Annie von einem der „Tiger“ angeschossen wird. Die US-amerikanische Residentin Lindel und ihr Partner werden von den „Tigern“ in ihrer Wohnung vermutlich aufgrund eines Missverständnisses erschossen.
Währenddessen versucht der französische Botschafter Berthier zusammen mit dem französischen Militärattaché, Colonel Grasser, in Zaires Hauptstadt Kinshasa eine Rettungsaktion zur Evakuierung einzuleiten. Es gelingt ihm, den französischen Staatspräsidenten Giscard d’Estaing zum Einsatz von Fallschirmjägern der Fremdenlegion zu bewegen. Unterstützt werden sie durch belgische Fallschirmjäger. Zwar kommen auch zairische Soldaten zum Einsatz, spielen aber bei der Einnahme der Stadt keine Rolle.
Calvi, Korsika, Garnison des 2. Fremden-Regiments der Fallschirmjäger. Nachdem der Einsatzbefehl für Shaba aus Paris eingetroffen ist, macht das Regiment mobil und wird per Lkw zum Flughafen transportiert. Während Pierre, Phillipe und Annie weiterhin versuchen, den „Tigern“ zu entkommen, springen die Fallschirmjäger ab und nehmen nach und nach in Gefechten mit den „Tigern“ Kolwezi ein. Pierre wird von den „Tigern“ gefangen genommen und soll hingerichtet werden. Doch es ist nur eine Scheinhinrichtung; anschließend wird er freigelassen. Bei seiner Gefangennahme hat Pierre zwei Weiße in Khaki-Bekleidung beobachtet, die offenbar die Katangesen militärisch beraten. Phillipe wird gefangen genommen und in ein Gefängnis verbracht, das ein Mob zu stürmen versucht.
Wieder zuhause, greift Pierre mit einem erbeuteten Schnellfeuergewehr in den Kampf ein. In einem letzten Gefecht fällt der bei den Legionären beliebte italienische Zugführer Adjutant-Chef Fédérico. Sein Leichnam wird auf einem Lkw aufgebahrt und von den Legionären begleitet. Pierre reist nach Frankreich ab; seine Frau und das gemeinsame Kind sollen folgen. Phillipe reist ebenfalls nach Frankreich ab, signalisiert aber Angélique, das er wiederkommen wird.

## Produktionsnotizen
Die Dreharbeiten fanden teilweise in Französisch-Guayana statt und wurden laut Abspann vom Verteidigungsministerium, der Armee und der Gendarmerie nationale unterstützt. Da die weibliche Hauptdarstellerin Jean Seberg am 30. August 1979 verstarb, wurde die Rolle der Annie Devrindt von Mimsy Farmer übernommen und die mit Seberg bereits erstellten Filmaufnahmen nachgedreht.
Weder der französische Staatspräsident d´Estaing noch der Präsident Zaires, Mobutu, werden namentlich erwähnt. Ihre Rollen werden durch Porträtfotos in den Dienstzimmern französischer und zairischer Behörden optisch dargestellt.

## Überlieferung
Eine französische DVD-Edition erschien 2008, eine Blu-Ray-Edition 2020, beide durch Studiocanal.